# Carmen Stange
Carmen Stange (* 29. Oktober 1955 in Schlagenthin) ist eine deutsche Politikerin (CDU).

## Ausbildung und Leben
Carmen Stange machte nach dem Abschluss der 10. Klasse an der POS eine Lehre zur Wirtschaftskauffrau. Später studierte sie und schloss das Studium als Finanzwirtschaftlerin ab. 1980 bis 1990 war sie Ökonomische Direktorin im Bauwesen und Gesundheitswesen.
Nach ihrem Ausscheiden aus dem Landtag arbeitet sie als Selbstständige in den Bereichen Öffentlichkeitsarbeit und Architektur- und Kunstreisen www.tourenreich.de und bis Mai 2016 als Landesgeschäftsführerin Sachsen-Anhalt des Bundesverbandes für Wirtschaftsförderung und Außenwirtschafte.V. bis 2020. 
Carmen Stange ist evangelisch, geschieden und wieder verheiratet, hat einen Sohn.
Sie heißt heute Carmen Niebergall und wohnt in Magdeburg.

## Politik
Carmen Stange war seit 1979 Mitglied der DDR-Blockpartei CDU und wurde nach der Wende Beisitzerin im Landesvorstand der CDU Sachsen-Anhalt (1990–2000). Bei der Volkskammerwahl 1990 wurde sie als Abgeordnete in die erste frei gewählte Volkskammer der DDR gewählt. 1990 bis 1994 war sie Staatssekretärin für Frauen und Gleichstellungsfragen des Landes Sachsen-Anhalt.
Bei den Landtagswahlen 1994 und 1998 wurde sie jeweils über die Landesliste in den Landtag gewählt. Im Landtag war sie Mitglied im Ausschuss für Arbeit, Gesundheit und Soziales und im Ausschuss für Gleichstellung, Kinder, Jugend und Sport. Zur Landtagswahl 2002 trat sie nicht mehr an.
Dem Landesrundfunkrat des Mitteldeutschen Rundfunks gehörte sie über 10 Jahre an.
Von 2005 bis 2011 war sie Beisitzerin im Landesvorstand des Landesfrauenrats Sachsen-Anhalt und war Mitglied im Arbeitskreis Magdeburger Unternehmerinnen (AMU). von 2010 bis 2015 ist sie die ehrenamtliche Vorsitzende des Demografie-Beirates Sachsen-Anhalt. Anfang Mai 2016 bat sie um Abberufung aus dem Vorstand des Demografie-Beirates. Weiterhin ist sie stellv. Vorsitzende des Vereins der ehemalige Mitglieder des Landtages von Sachsen-Anhalt sowie Mitglied im Verein der ehemaligen Mitglieder der CDU/DA Fraktion der 1. freigewählten Volkskammer. Sie ist Gründungsmitglied der Stiftung Rechtsstaat Sachsen-Anhalt. Seit Oktober 2018 ist sie Vorstandsmitglied im RKW Sachsen-Anhalt. Seit Anfang 2019 ist sie Schöffin in Magdeburg. Im Vorstand des Fördervereins Technikmuseum Magdeburg ist sie seit 2021 ehrenamtlich tätig. Sie ist Vizepräsidentin der parlamentarischen Vereinigung Sachsen-Anhalt e.V.   